# 西门子Inspiro

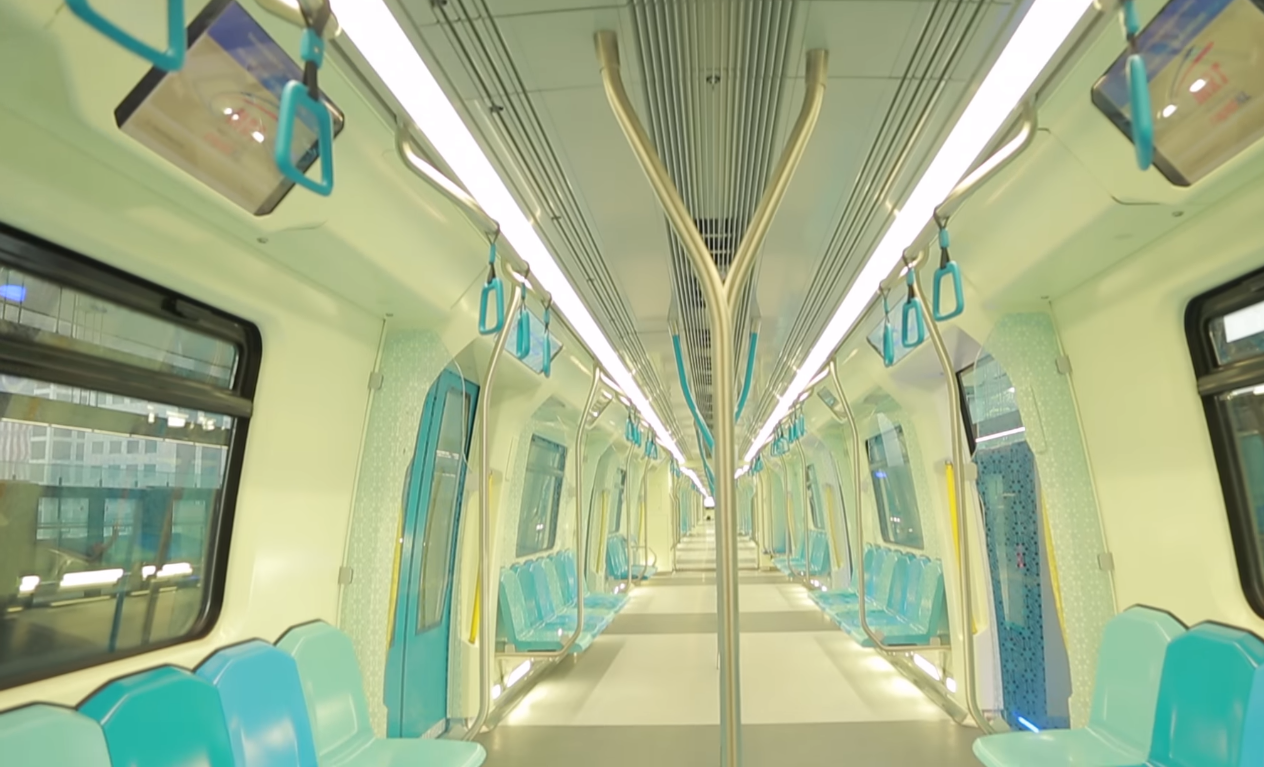
列车内部

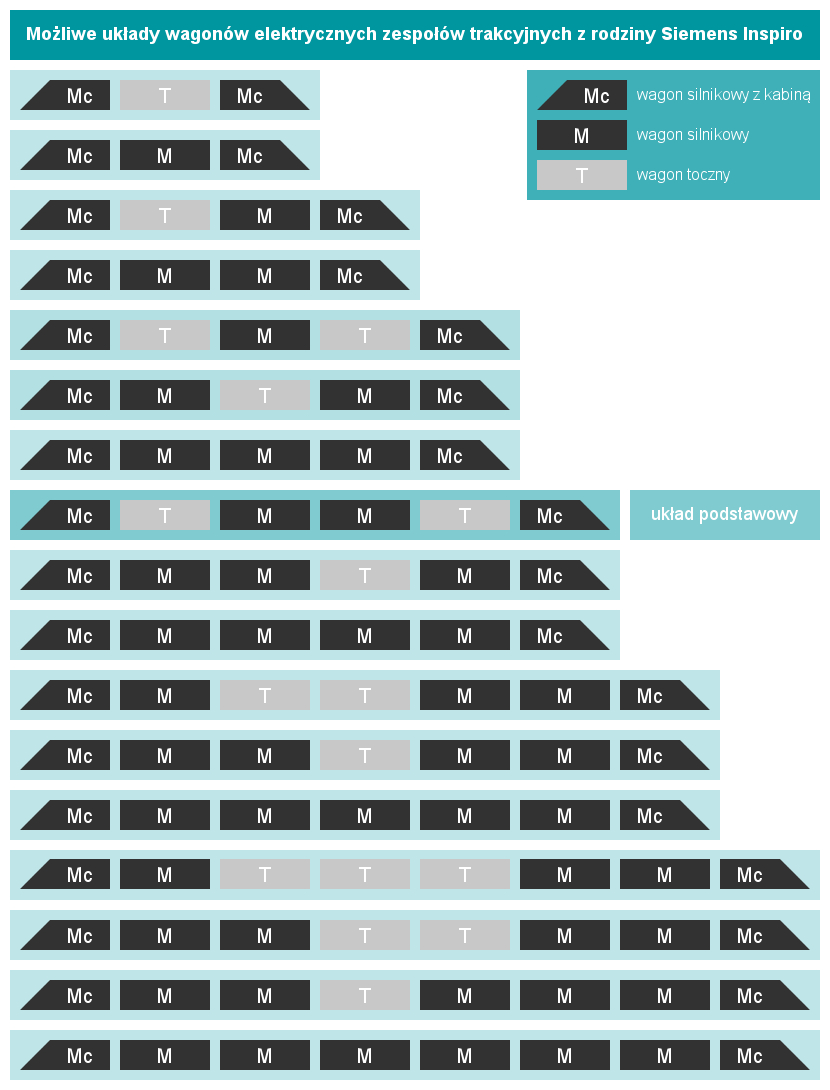
西门子Inspiro车厢

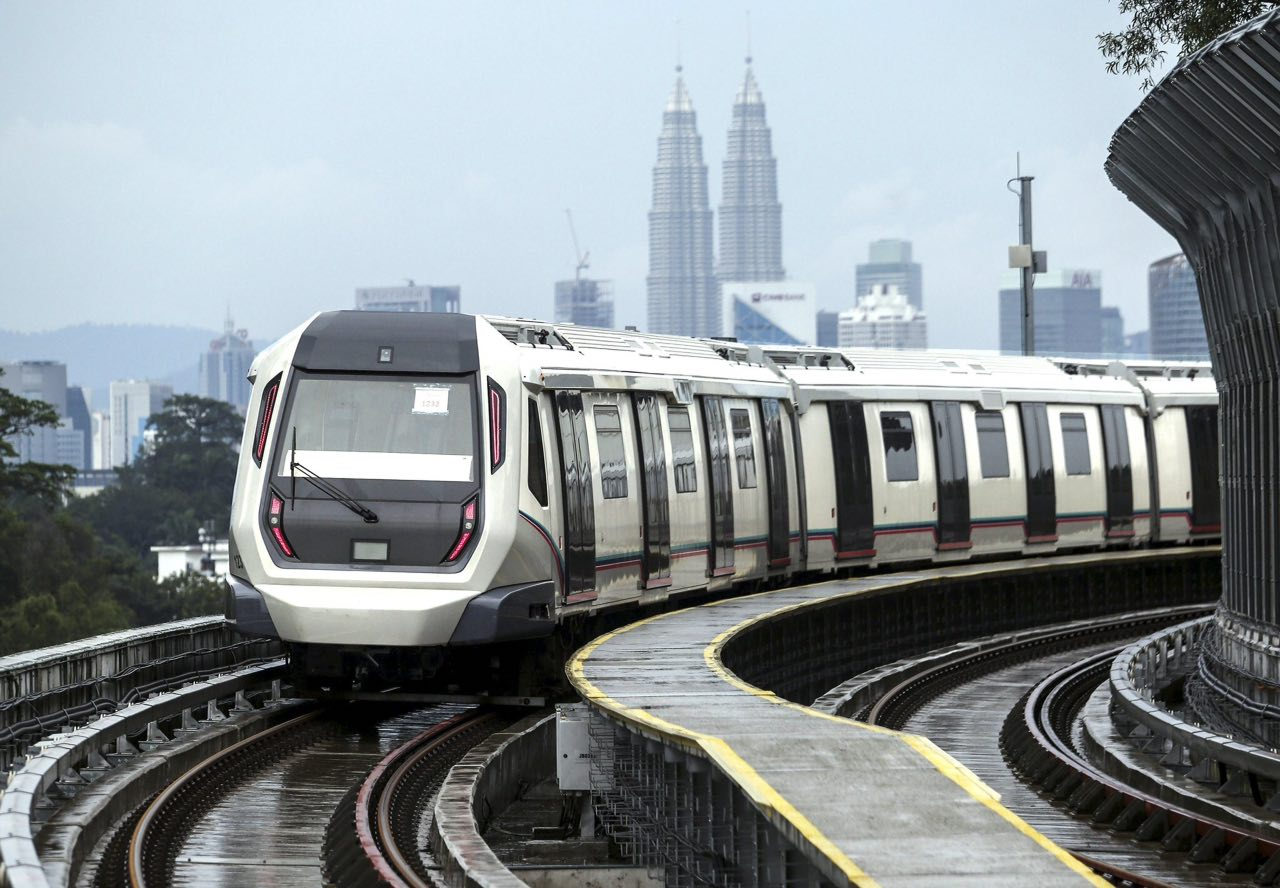
一辆位于士曼丹站的吉隆坡快捷通列车

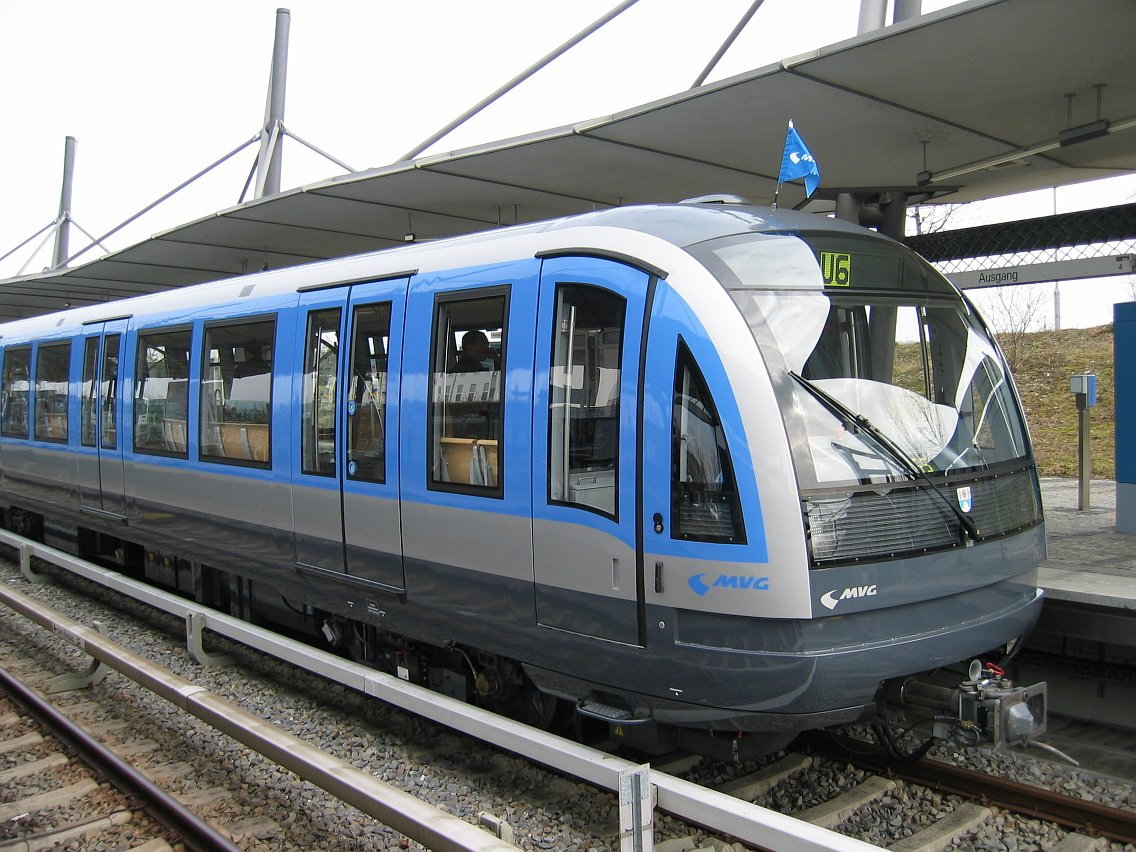
一辆位于Garching-Hochbrück站的慕尼黑地铁C级列车

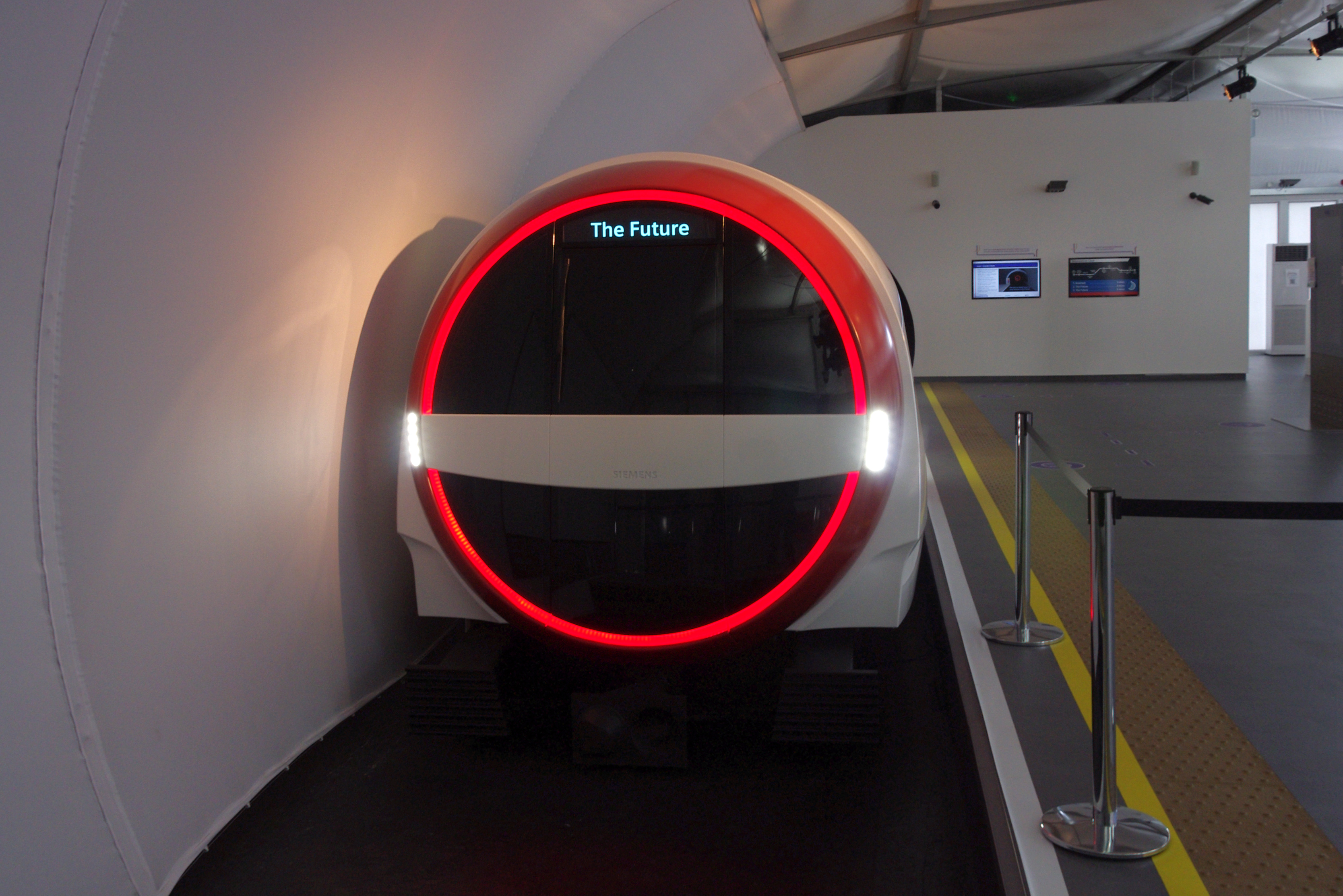
西门子2011年规划的"Evo"倫敦新地鐵列車

西门子Inspiro是一款由西门子铁路系统（原西门子交通集团）在2012年设计的电力动车组，适用于地铁系统。该产品于2012年9月19日在柏林的InnoTrans发布。2013年10月6日，第一批Inspiro在华沙地铁投入服务。
Inspiro基於過往由模塊化列車基礎上改良而成，同時使用可再生物料，減少報廢時對環境的影響。

## 使用西门子Inspiro的地铁系统

### 波兰
华沙地铁使用6车厢的列车。

### 马来西亚
吉隆坡快捷通的加影线使用4车厢的列车。

### 沙特阿拉伯
利雅德地鐵的1号和2号线将使用2和4车厢的列车。

### 英国
倫敦新地鐵 (规划中) 
新列車率先於皮卡迪利線啟用

### 俄罗斯
莫斯科地铁的新列车车辆。

### 保加利亚
索菲亚地铁的3号线已向西门子订购了20台3车厢列车，并会在2018年投入使用。该合同还包括提供选择再购买10个额外列车。

### 德国
慕尼黑地铁 U3 & U6使用C级列车。